# مجمع دونغ فايايين كاو ياي الحرجي
مجمّع دونغ فايايين كاو ياي الحرجي (بالإنجليزية:Dong Phaya Yen بالتايلاندية: ดงพญาเย็น,) يمتد مجمع دونغ فايايين – كاو ياي الحرجي على 230 كيلومترا بين منتزه تا فرايا الوطني عند الحدود الكمبودية شرقاً ومنتزه كاو ياي الوطني غرباً. وهو يشكل موطناً لأكثر من 800 صنف من الحيوانات التي تشمل 112 فصيلة من الثدييات (منها فصيلتان من قرود الغيبون) و 392 صنفاً من الطيور و 200 صنف من الزواحف والضفدعيات. ويتسم هذا المجمع بأهمية دولية في ما يختص بالحفاظ على أصناف الثدييات والطيور والزواحف المهددة على الأرض والتي تشمل 19 صنفاً مهدداً و 4 أصناف معرضة للخطر وصنف واحد يواجه خطر الانقراض. وتتضمن المنطقة أنظمة بيئية حرجية مدارية فائقة الأهمية وكفيلة بتشكيل موطن قابل للاستمرار من أجل حفظ هذه الأصناف على الأمد الطويل.

## معرض صور

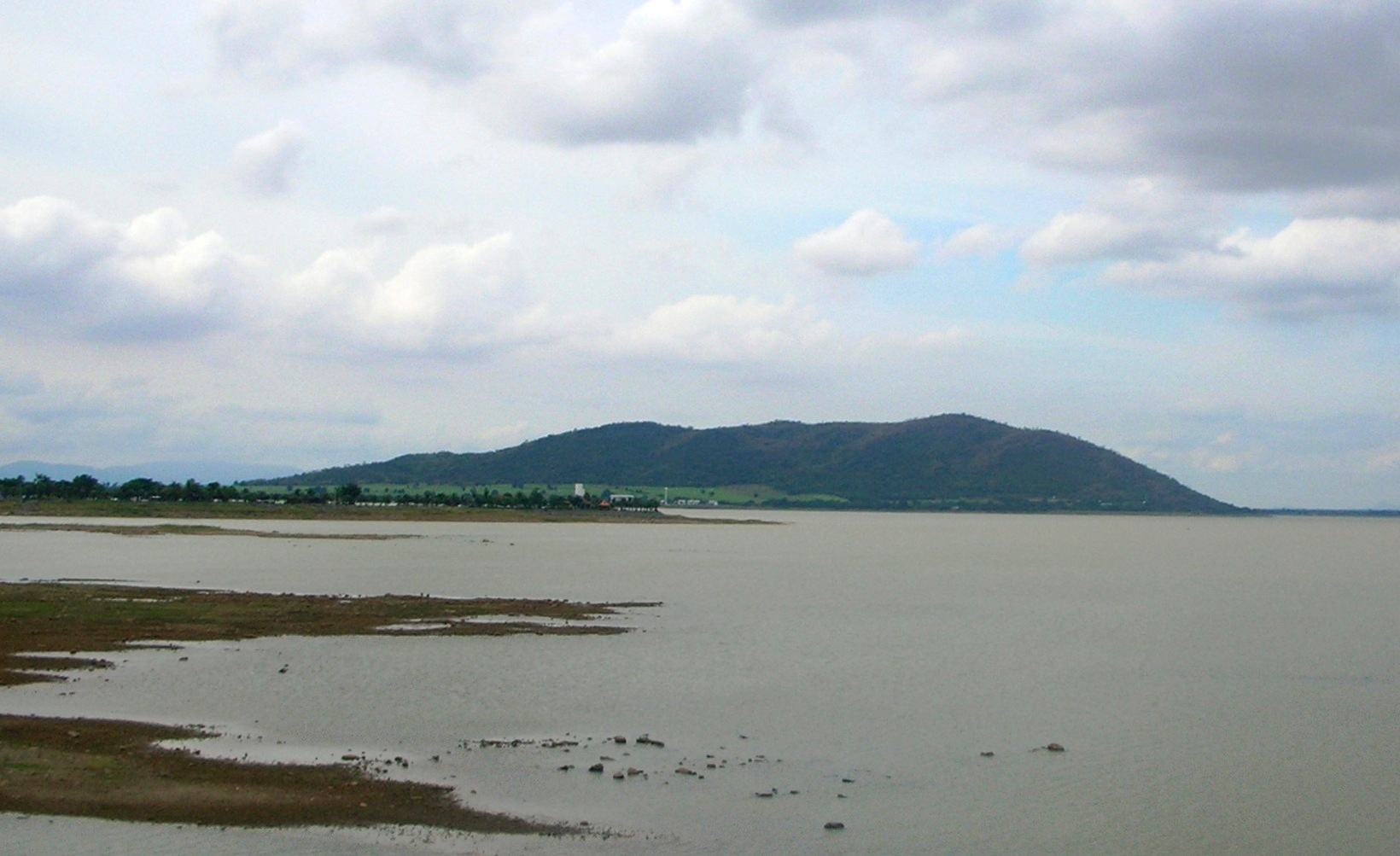
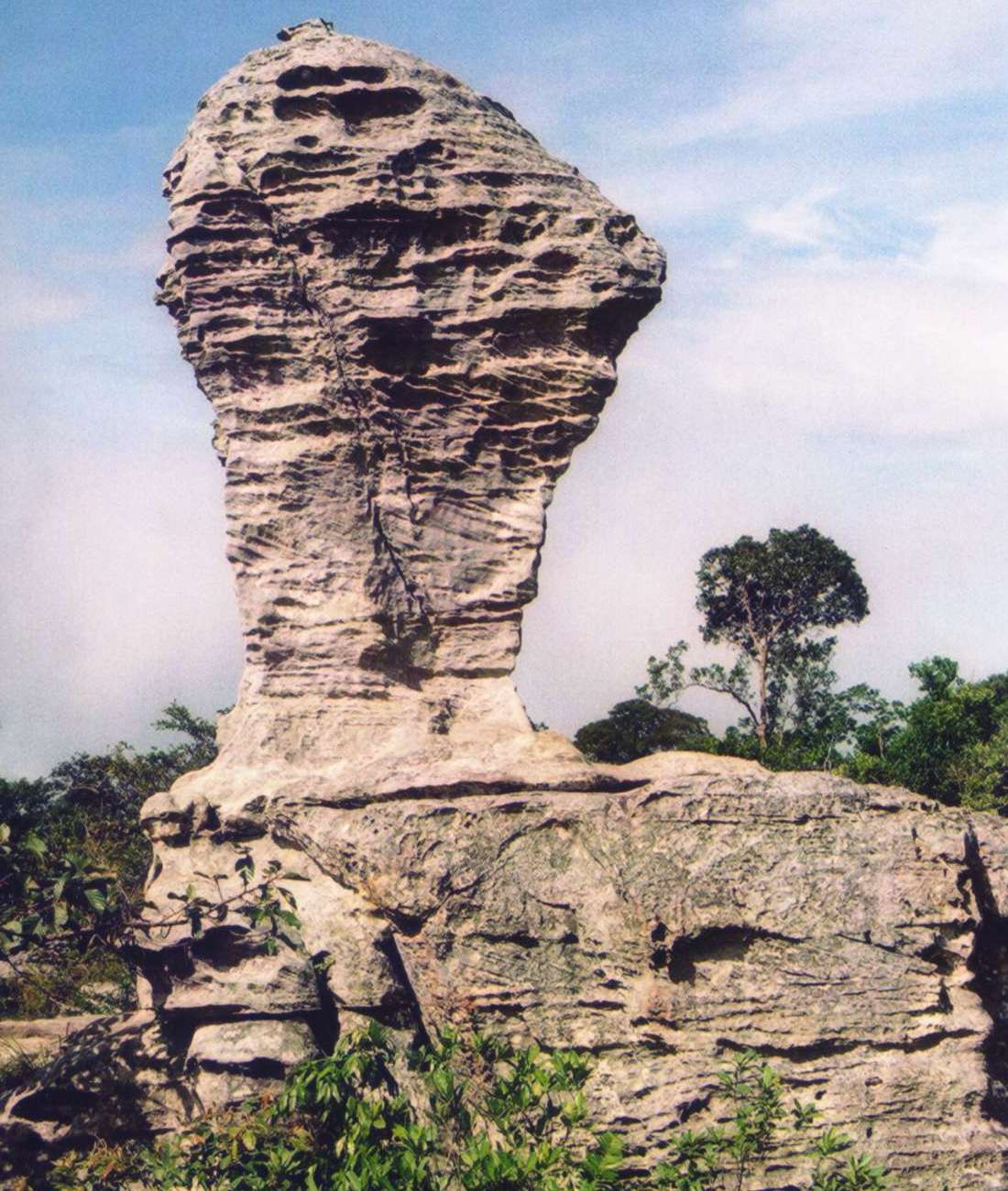
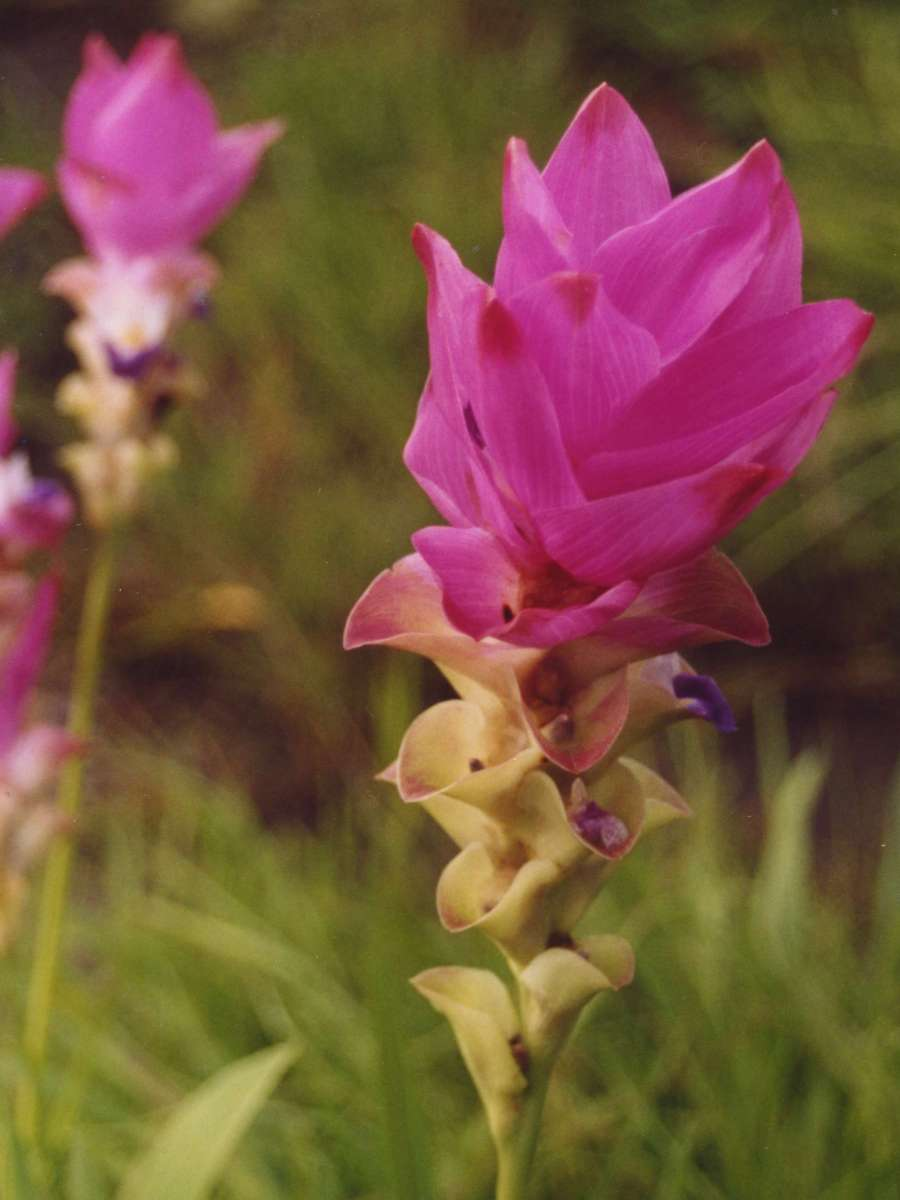
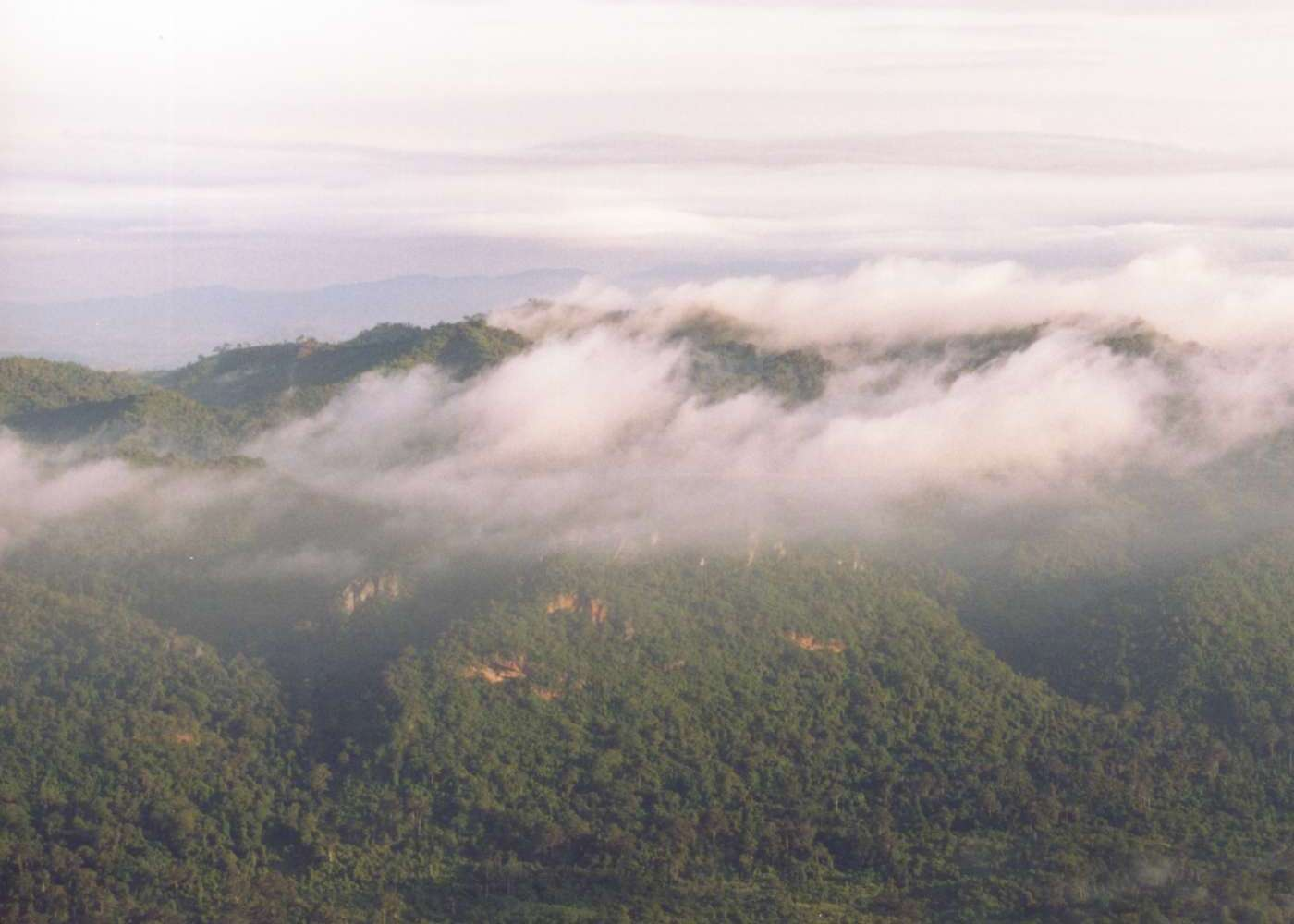

## المصدر
موقع التراث العالمي